# 부호화 영역
유전자의 부호화 영역(coding region)은 부호화 서열(coding sequence, CDS)이라고도 하며 단백질을 부호화하는 유전자 DNA 또는 RNA의 일부이다. 다양한 종과 기간에 걸쳐 비코딩 영역과 비교하여 코딩 영역의 길이, 구성, 조절, 스플라이싱, 구조 및 기능을 연구하면 원핵생물과 진핵생물의 유전자 조직 및 진화에 관한 상당한 양의 중요한 정보를 제공할 수 있다. 이는 인간 게놈 지도화와 유전자 치료 개발에 더욱 도움이 될 수 있다.

## 제한된 코딩 영역(CCR)
제한된 코딩 영역 (constrained coding regions, CCRs)

## 같이 보기
- 부호 (정보)
- 부호화
- 유전 부호